# Cisticole des joncs
Cisticola juncidis
Espèce
Statut de conservation UICN

 LC  : Préoccupation mineure
La Cisticole des joncs (Cisticola juncidis) est une espèce de passereaux de la famille des Cisticolidae.
La cisticole est généralement repérée par son vol et son chant typiques : pendant un vol rapide et ondulé, elle émet à intervalles d'environ 0,7 s un « tchip » très puissant. Il est fréquent de l'entendre sans parvenir à la localiser.

## Dénomination
Son nom français est issu de son nom latin cisticola venant du grec κίσθος (kisthos) signifiant « ciste, buisson » et du latin cola signifiant « habitant ». L'épithète spécifique juncidis vient du latin juncus, signifiant « jonc ».

## Description
La cisticole des joncs est un des plus petits oiseaux d'Europe : il mesure entre 10 et 14 cm de long pour un poids de 7 à 12 g (5 à 8 g pour la femelle).
Elle est plutôt compacte, avec de petites ailes arrondies et une queue courte. Cette dernière est sombre avec des bords blancs, ce qui peut permettre de l'identifier ; elle la déplie en vol. Son bec rosâtre est fin et pointu, sa tête brun clair avec une couronne foncée. Elle possède un dos rayé de noir, une croupe cannelle et des dessous plutôt clairs.
Le mâle possède un bec plus sombre à la saison de la reproduction, ainsi qu'une couronne plus sombre.

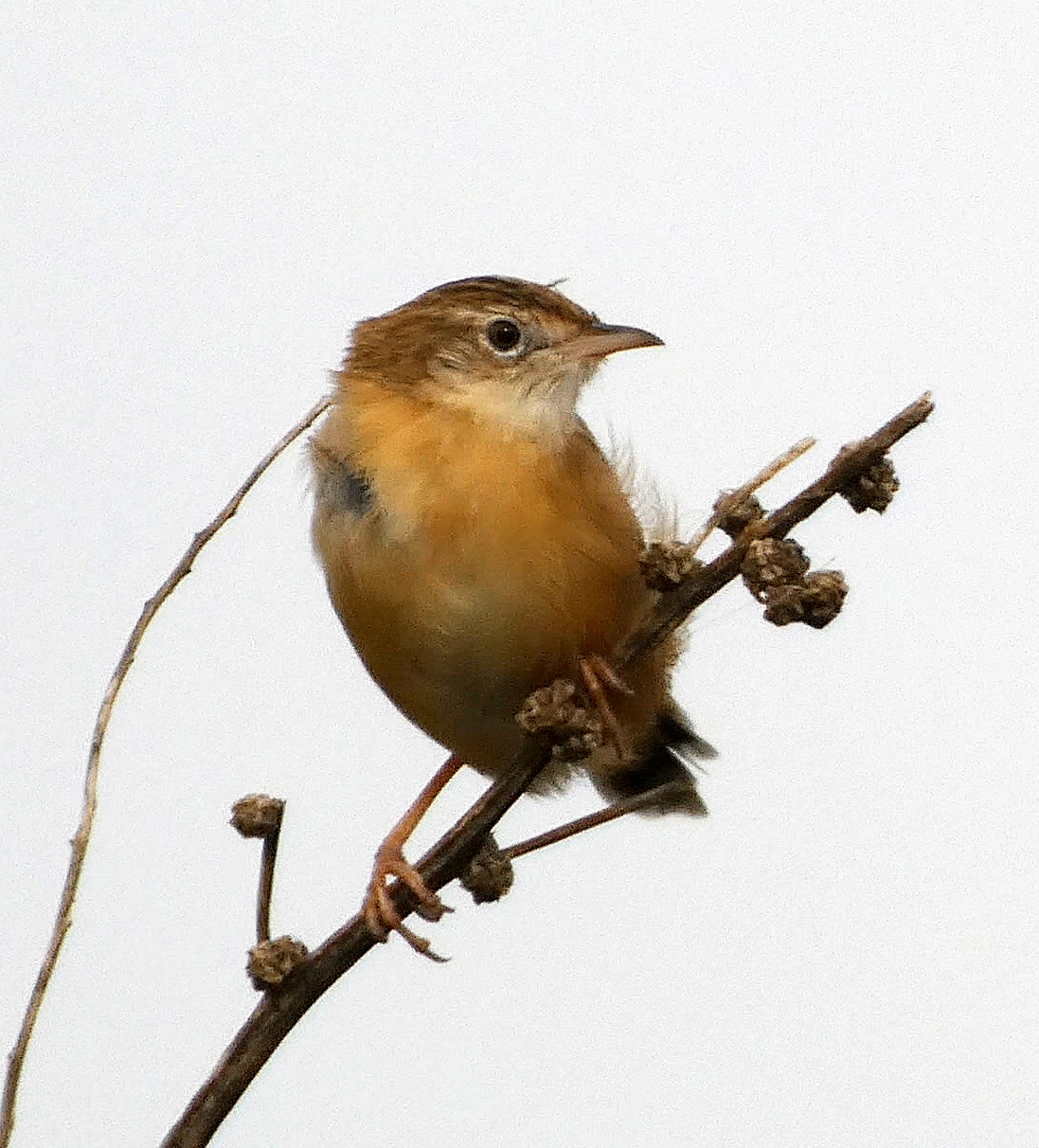
Estuaire de la Loire.

### Chant
La cisticole chante systématiquement de jour et en vol, à plus de 5 m de hauteur. Il émet une note stridente à chaque ondulation, soit toutes les 0,7 s : tchip... tchip... tchip... sur une durée de 30 s.
Il a deux types d'appel, un tchip seul pour le contact ou l'alarme, et une série de clics métalliques pour le conflit,.

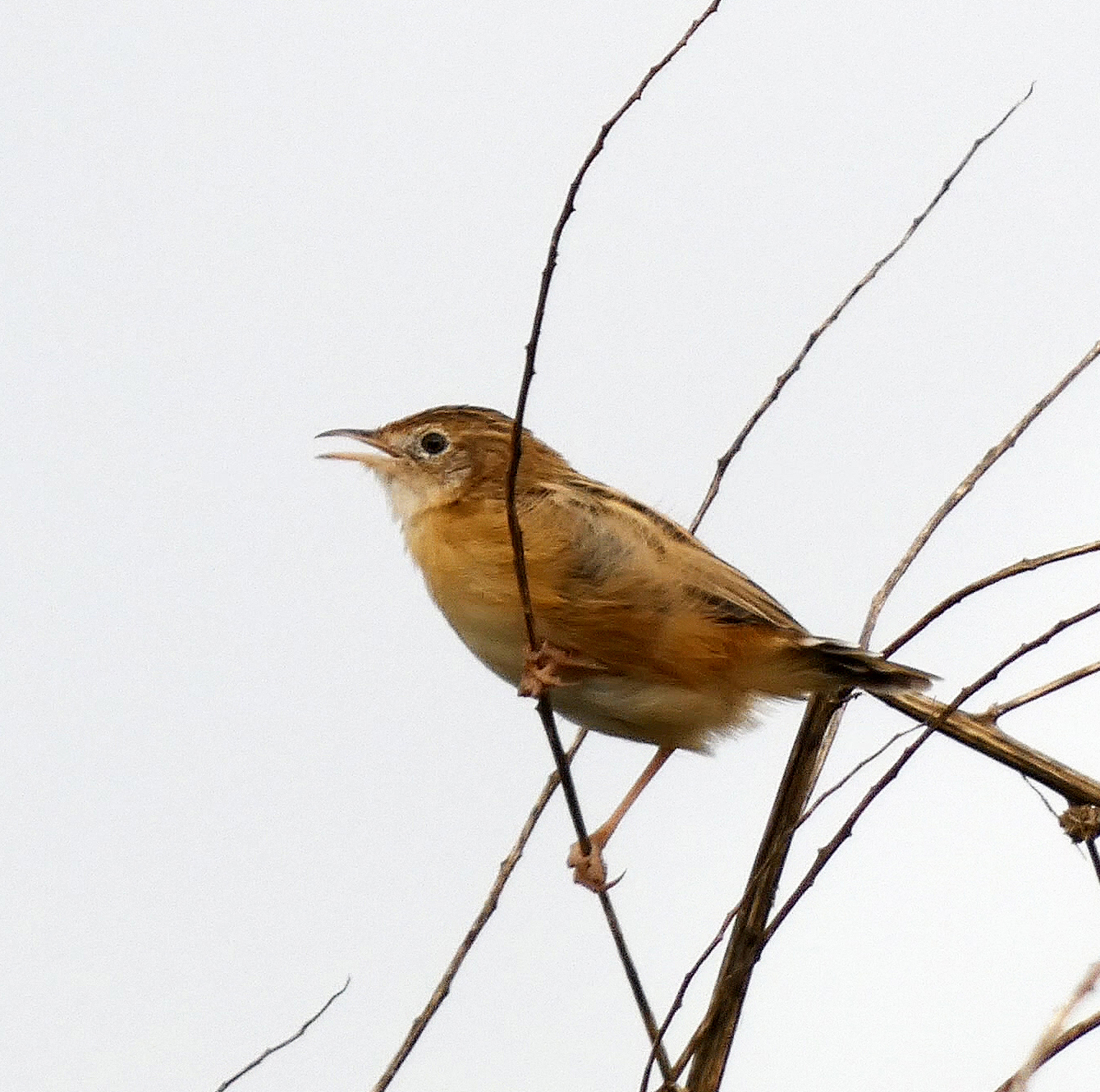
Cri d'alerte pour la défense du territoire.

## Écologie et comportement

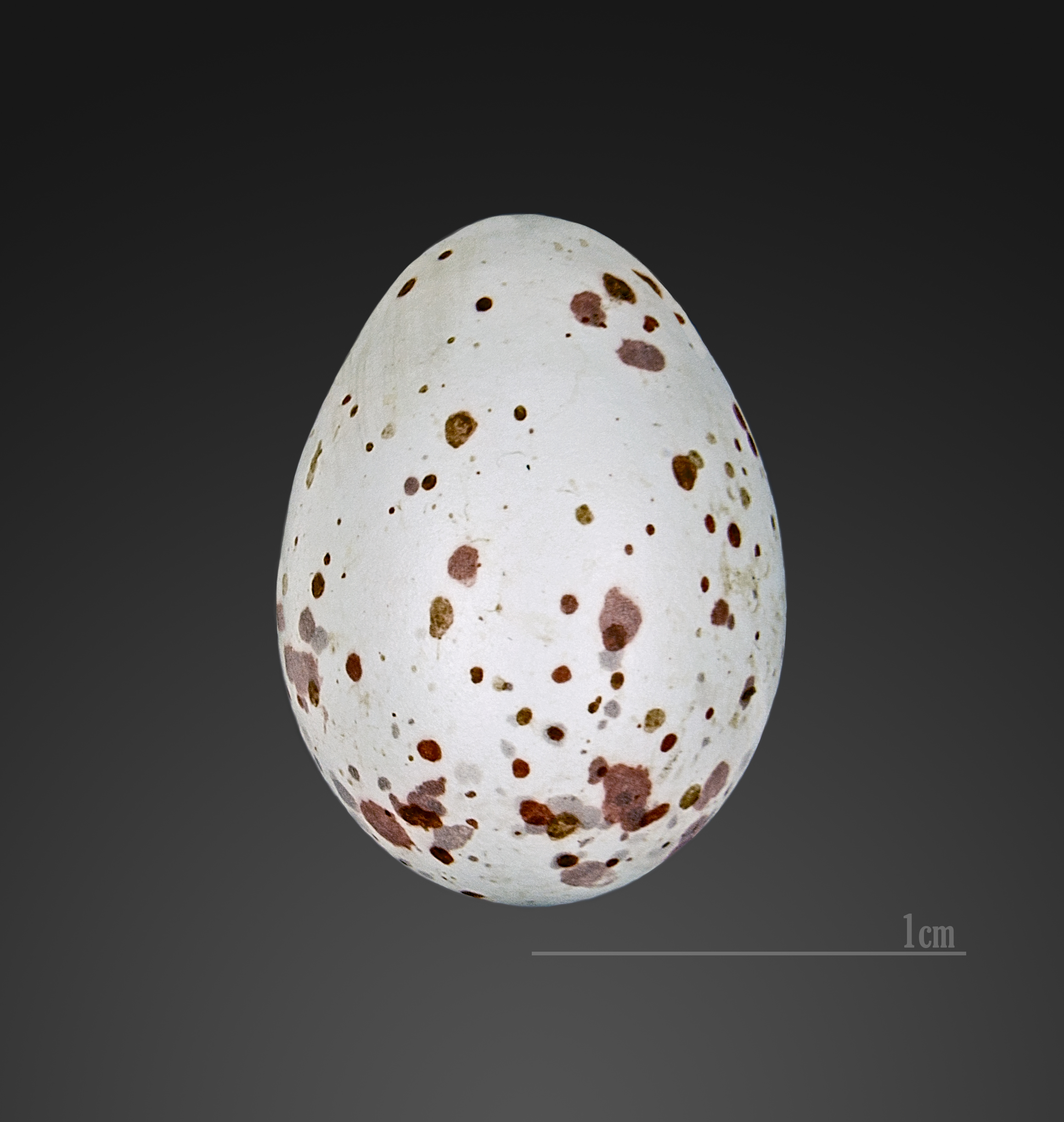
Œuf de Cisticole des joncs Muséum de Toulouse.

### Alimentation
La cisticole des joncs se nourrit de petits insectes qu'elle trouve au milieu des roseaux qu'elle fréquente et ne délaisse pas les graines pour compléter son régime alimentaire. Dans ses quartiers d'hiver, les insectes consommés sont majoritairement des diptères et des larves ; les graines représentent tout de même un tiers de son alimentation.

### Reproduction

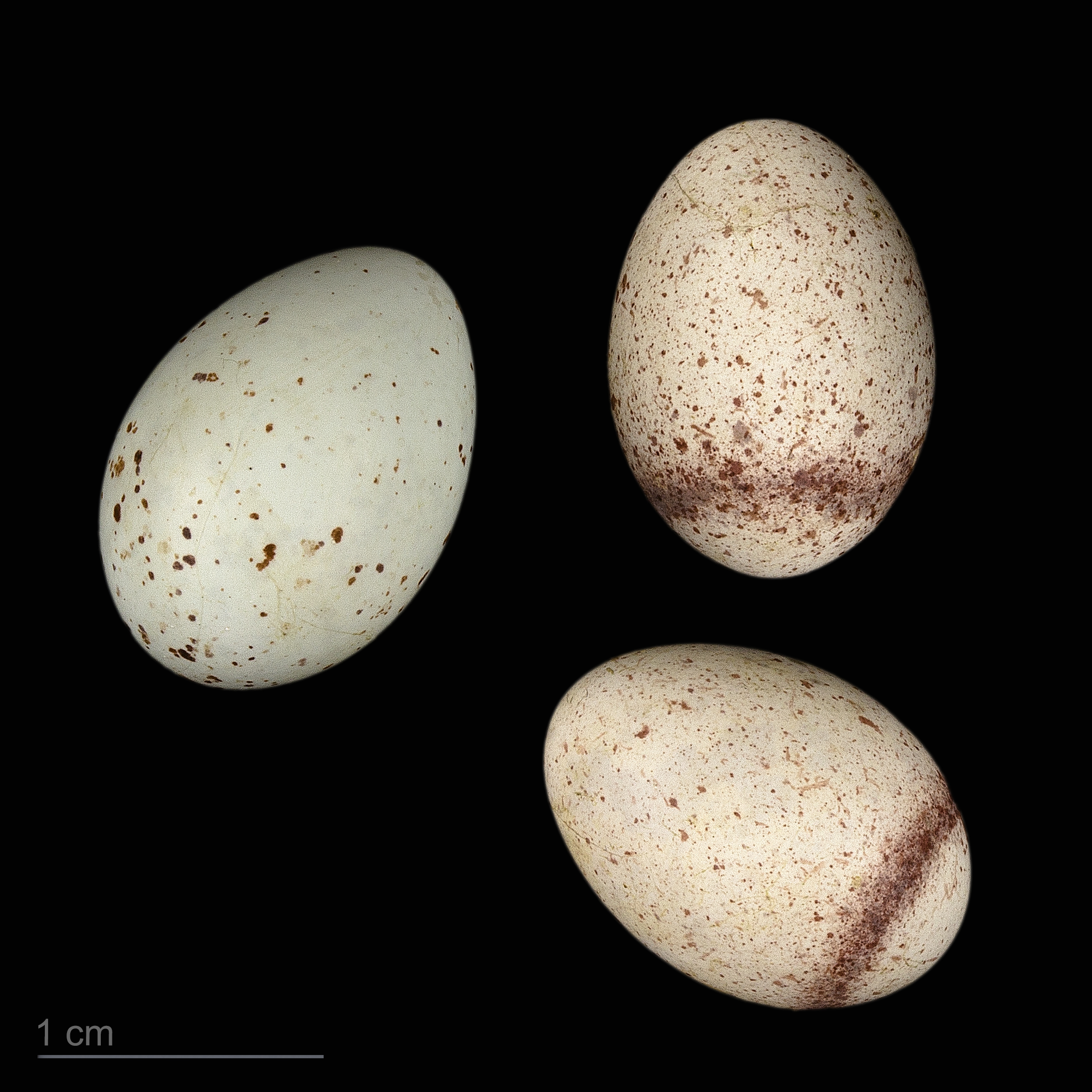
Œufs de Cisticola juncidis juncidis - Muséum de Toulouse

La cisticole des joncs est généralement polygyne.
La saison de la reproduction varie fortement selon les régions, s'étendant entre mars et septembre dans l'hémisphère nord, et entre octobre et juin dans l'hémisphère sud. Il peut éventuellement y avoir plusieurs couvées par an.
Son nid vertical est construit par le mâle en 2 ou 3 jours, à l'aide d'herbe et de soie d'araignée. Il se trouve dans des herbes denses, à moins d'1 m de hauteur. La femelle double ensuite le nide avec des herbes fines, de la soie d'araignée ou de la laine.
Elle y pond 4 à 6 œufs, plus rarement 7, au rythme de 1 par jour. L'incubation dure 11 à 15 jours, à la suite de quoi les jeunes quittent le nid 11 à 15 jours après la naissance. Seule la femelle participe à nourrir les jeunes, jusqu'à 20 jours après qu'ils ont quitté le nid.

## Répartition et habitat

### Répartition
La cisticole des joncs vit dans une large partie de l'Ancien Monde. Cela inclut l'Europe, en particulier la péninsule ibérique, l'Italie, la Grèce et les autres pays du bassin méditerranéen.
On le trouve également en Afrique, notamment au Maghreb, en Égypte dans la vallée du Nil et dans la majorité de l'Afrique subsaharienne. Quelques populations habitent au Moyen-Orient, au Levant et vers le golfe persique.
Il occupe l'intégralité de l'Inde et de l'Asie du Sud-Est, le sud de la Corée et du Japon, les Philippines, la Malaisie et l'Indonésie. Enfin, on trouve des populations sur la côte nord de l'Australie.
En France, on peut trouver la cisticole des joncs sur la côte méditerranéenne et le long du Rhône, l'Occitanie, la côte atlantique, la Bretagne et une partie de la côte nord.
La cisticole des joncs n'est pas migrateur, excepté pour quelques populations du nord de la Chine, ainsi que pour des populations d'Europe bien que seule une partie des oiseaux migre. Il peut cependant se déplacer en fonction des saisons.

### Habitat
La cisticole des joncs habite les prairies ouvertes, notamment inondables, et les zones marécageuses, en particulier en présence de hautes herbes. On peut aussi la trouver dans les zones cultivées. Elle tend à chasser dans les environnements humides comme les roselières. On la trouve généralement à basse altitude mais elle peut monter à 3 000 m dans certaines régions.

## Systématique
L'espèce a été décrite par l'ornithologue américain Constantine Samuel Rafinesque en 1810 sous le protonyme de Sylvia Juncidis.
Selon la classification de référence du Congrès ornithologique international (version 12.2, 2022), les 17 sous-espèces suivantes sont reconnues ,,:
| Sous-espèces     | Sous-espèces        | Sous-espèces               | Sous-espèces | Sous-espèces |
| ---------------- | ------------------- | -------------------------- | --- | --- |
| Groupe           | Sous-espèce         | Découvreur                 | Répartition | Commentaire |
| Occidental       | C. j. cisticola     | Temminck, 1820             | Ouest de la France, Péninsule Ibérique, Îles Baléares, Afrique du Nord-Ouest                                       | Plus gris-brun sur le dessus, rayures visibles, dessous plutôt gris avec des flancs ocres (mais moins que juncidis), nuque de la même couleur que la couronne. |
| Occidental       | C. j. juncidis      | Rafinesque, 1810           | Bassin méditerranéen du sud de la France à la Turquie, Syrie, Égypte, îles méditerranéennes                        | La sous-espèce nominale. Collier pâle et peu visible. |
| Occidental       | C. j. uropygialis   | Fraser, 1843               | Sénégal, Gambie jusqu'à l'Éthiopie, Rwanda, Tanzanie, Nigeria                                                      | Légèrement plus pâle que juncidis. |
| Occidental       | C. j. cursitans     | Franklin, 1831             | Est de l'Afghanistan jusqu'au nord du Myanmar et au sud-est de l'Inde, sud de la Chine, Sri Lanka (plaines sèches) | Plus clair et chaud que juncidis. |
| Occidental       | C. j. salimalii     | Whistler, 1936             | Sud-ouest de l'Inde                                                                                                | Plus sombre et coloré. |
| Occidental       | C. j. omalurus      | Blyth, 1851                | Sri Lanka (excepté plaines sèches)                                                                                 | |
| Africain         | C. j. terrestris    | Smith, A, 1842             | Gabon, Congo jusqu'à Tanzanie et Afrique du Sud                                                                    | Plus sombre et brun, pas de miroirs sur laqueue. |
| Africain         | C. j. neuroticus    | Meinertzhagen, 1920        | Chypre, Liban, Israël jusqu'à l'Iran                                                                               | Très proche de juncidis, très légèrement plus pâle. |
| Extrême oriental | C. j. brunniceps    | Temminck et Schlegel, 1850 | Corée du Sud, Japon, Batanes                                                                                       | Proche de tinnabulans mais plus grand. |
| Double           | C. j. tinnabulans   | Swinhoe, 1859              | Sud-est de la Chine jusqu'à la Thaïlande, Taiwan, Indochine, Philippines (sauf Batanes, Palawan et Sulu)           | Proche de fuscicapilla mais plus coloré et plus grand, primaires externes plus courtes. |
| Double           | C. j. nigrostriatus | Parkes, 1971               | Palawan | Rayures plus noires et brunes, dessous plus blanc. |
| Double           | C. j. malaya        | Lynes, 1930                | Îles Nicobar, sud-est du Myanmar, sud-ouest de la Thaïlande, Grandes îles de la Sonde jusqu'à l'ouest de Java      | Petit, plus coloré. |
| Double           | C. j. fuscicapilla  | Wallace, 1864              | Est de Java, Bawean, Îles Kangean, Petites îles de la Sonde                                                        | Proche de malaya ais plus terne. |
| Double           | C. j. constans      | Lynes, 1938                | Sulawesi, Peleng, Muna, Butung, Tukangbesi                                                                         | Assez variable mais similaire à fuscicapilla. |
| Double           | C. j. leanyeri      | Givens et Hitchcock, 1953  | Nord-ouest de l'Australie-Occidentale, nord du Territoire du Nord                                                  | Nommée d'après le marais de Leanyer près de Darwin. Petite taille, ailes pointues, queue courte, dos terne, rayures peu prononcées, rectrices larges et rondes avec un miroir cannelle. Ventre des mâles très blanc en plumage nuptial. De manière général assez roux. |
| Double           | C. j. normani       | Mathews, 1914              | Nord-ouest du Queensland                                                                                           | Petite taille, ailes pointues, queue courte, dos terne, rayures peu prononcées, rectrices larges et rondes avec un miroir cannelle. Dos plus pâle que leanyeri. De manière générale plutôt terne.                                                                      |
| Double           | C. j. laveryi       | Schodde et Mason, 1979     | Sud de la Nouvelle-Guinée, est du Queensland                                                                       | Petite taille, ailes pointues, queue courte, dos terne, rayures peu prononcées, rectrices larges et rondes avec un large miroir cannelle chez les mâles et les femelles. Dos plus pâle que leanyeri et rayures plus marquées.                                          |

## La cisticole des joncs et l'humain

### Conservation
La cisticole des joncs est classée comme "préoccupation mineure" par l'UICN en raison de sa large population (plus de 1 000 000 de couples en Europe) et de son territoire très étendu.
Le territoire de la cisticole des joncs a tendance à s'agrandir : il a par exemple colonisé Malte dans les 50 dernières années, la Hongrie avec une première observation en 2006, le nord-ouest du Monténégro en 2004 ou encore la péninsule du cap York en 1996.